# Lijst van voetbalinterlands Nieuw-Caledonië - Tonga
Deze lijst van voetbalinterlands is een overzicht van alle officiële voetbalwedstrijden tussen de nationale teams van Nieuw-Caledonië en Tonga. De landen hebben tot op heden drie keer tegen elkaar gespeeld. De eerste ontmoeting was een kwalificatiewedstrijd voor het Wereldkampioenschap voetbal 2006 op 19 mei 2004 in Honiara (Salomonseilanden). Het laatste duel, een groepswedstrijd tijdens de Pacifische Spelen 2023, vond plaats op 18 november 2023 in Honiara.

## Wedstrijden
| № | Plaats    | Datum            | Competitie             | Wedstrijd               | Uitslag |
| - | --------- | ---------------- | ---------------------- | ----------------------- | ------- |
| 1 | Honiara   | 19 mei 2004      | WK 2006 kwalificatie   | Nieuw-Caledonië − Tonga | 8 − 0   |
| 2 | Port Vila | 9 december 2017  | Vriendschappelijk      | Tonga − Nieuw-Caledonië | 2 − 4   |
| 3 | Honiara   | 18 november 2023 | Pacifische Spelen 2023 | Nieuw-Caledonië − Tonga | 7 − 0   |

## Samenvatting
| Competitie        | Totaal gespeeld | Winst Nw.-Caledonië | Gelijk | Winst Tonga | Doelsaldo Nw.-Caledonië – Tonga |
| ----------------- | --------------- | ------------------- | ------ | ----------- | ------------------------------- |
| WK-kwalificatie   | 1               | 1                   | 0      | 0           | 8 − 0                           |
| Pacifische Spelen | 1               | 1                   | 0      | 0           | 7 − 0                           |
| Vriendschappelijk | 1               | 1                   | 0      | 0           | 4 − 2                           |
| Totaal            | 3               | 3                   | 0      | 0           | 19 − 2                          |

FCF · A-internationals ·
Nieuw-Caledonisch vrouwenelftal
2000 – 2009 ·
2010 – 2019 ·
2020 − 2029
Amerikaans-Samoa ·
Australië ·
Bulgarije ·
Cookeilanden ·
Estland ·
Fiji ·
Guadeloupe ·
Guam ·
Martinique ·
Mauritius ·
Nieuw-Zeeland ·
Papoea-Nieuw-Guinea ·
Salomonseilanden ·
Samoa ·
Tahiti ·
Tonga ·
Vanuatu ·
TFA · 
Tongaans vrouwenelftal
Interlands
Tegenstander:
Amerikaans-Samoa ·
Australië ·
Cookeilanden ·
Fiji ·
Nieuw-Caledonië ·
Papoea-Nieuw-Guinea ·
Salomonseilanden ·
Samoa ·
Tahiti ·
Vanuatu